# Contea di Cloncurry
La contea di Cloncurry è una Local Government Area che si trova nel Queensland. Essa si estende su una superficie di 48.113,3 chilometri quadrati e ha una popolazione di 3 229 abitanti. La sede del consiglio si trova a Cloncurry.